# Ordnungszelle
Als Ordnungszelle oder Ordnungszelle des Reiches bezeichneten ultra-konservative, reaktionäre und völkisch-nationalistische Kreise den Freistaat Bayern in der Weimarer Republik, als dessen Regierungen eine dezidiert gegen die Errungenschaften der Novemberrevolution gerichtete, restaurative  Politik betrieben. Dagegen galt der Freistaat Preußen unter den Regierungen der Preußenkoalition als „demokratische Ordnungszelle“.
Nach der Ermordung des seit der Novemberrevolution amtierenden Bayerischen Ministerpräsidenten Kurt Eisner (USPD) durch einen rechtsextremen Attentäter kam es in München zu einem Aufstand linkssozialistischer Kräfte und zur Ausrufung der Münchner Räterepublik. Da diese im ländlich-konservativen Bayern außerhalb der Hauptstadt kaum Anhänger fand, floh die neue SPD-geführte Regierung unter Johannes Hoffmann nach Bamberg und rief die Reichswehr, Freikorpsverbände und die Einwohnerwehren, die sich überall im Land gebildet hatten, zu Hilfe. Diese schlugen den Aufstand schon nach vier Wochen blutig nieder. Dennoch blieb die Angst vor Kommunisten, Sozialisten und der Rätebewegung weit verbreitet und sowohl Konservative als auch Rechtsextremisten gewannen erheblich an Zulauf. Bayern wurde zum Sammelbecken unterschiedlicher reaktionärer Kräfte. Gruppierungen wie die völkisch-nationale Thule-Gesellschaft oder die terroristische Organisation Consul konnten sich weitgehend ungehindert von Politik und Justiz entfalten.
Im März 1920 kam es in Berlin zum rechtsgerichteten Kapp-Putsch, der aber schon nach wenigen Tagen dank eines reichsweiten Generalstreiks der Arbeiterschaft scheiterte. In Bayern dagegen gelang ein sogenannter kalter Putsch unter dem monarchistisch gesinnten Regierungspräsidenten von Oberbayern, Gustav Ritter von Kahr, dem seit der Niederschlagung der Räterepublik politisch einflussreichen Kommandeur der VII. Reichswehrdivision, General Arnold Ritter von Möhl, dem Freikorpsführer Franz Ritter von Epp, dem Anführer der Einwohnerwehren, Forstrat Georg Escherich sowie dem Münchner Polizeipräsidenten Ernst Pöhner und dem Leiter der politischen Polizei, Wilhelm Frick. Sie beschworen die imaginäre Gefahr eines erneuten Aufstands der Arbeiter herauf, die soeben die Republik gerettet hatten und zwangen Ministerpräsident Hoffmann unter militärischer Drohung zum Rücktritt. Am 16. März 1920 wählte der Landtag auf Vorschlag der Bayerischen Volkspartei Kahr zum Ministerpräsidenten einer rechtsgerichteten, rein bürgerlichen Regierung. Die SPD blieb bis 1933 in der Opposition.
Kahr, der noch aus der Verwaltung der Kaiserzeit stammte, strebte eine Rückkehr zu der eigenständigen Stellung an, die Bayern damals innerhalb des Deutschen Reiches eingenommen hatte. Er wollte den Freistaat als konservative „Ordnungszelle“ gegen das „jüdisch-marxistische Berlin“  in Stellung bringen und war für dieses Ziel bereit, sich auf weit rechts stehende Politiker, Parteien und Verbände zu stützen. Unter anderem nahm er bereits 1920 Kontakt zu Adolf Hitler und der NSDAP auf und lernte sie als Verbündete im Kampf gegen die Republik schätzen. Kahr ging offen auf Konfrontationskurs gegen die Reichsregierung. Als er sich nach den politischen Morden an dem bayerischen Landtagsabgeordneten Karl Gareis (USPD) und dem ehemaligen Reichsfinanzminister Matthias Erzberger (Zentrumspartei) weigerte, die von Reichspräsident Friedrich Ebert erlassene Republikschutz-Verordnung umzusetzen, entzog ihm die BVP die Unterstützung, so dass er im September 1921 zurücktreten musste.
Bereits zwei Jahre später aber, am 26. September 1923, ernannte die bayerische Staatsregierung des BVP-Ministerpräsidenten Eugen von Knilling Kahr aus Protest gegen den Abbruch des Ruhrkampfes durch die Reichsregierung unter Gustav Stresemann zum Generalstaatskommissar mit diktatorischen Vollmachten. Während linksgerichtete Regierungen in den Ländern Sachsen und Thüringen mittels Reichsexekution abgesetzt wurden, entstand in Bayern eine Rechtsdiktatur unter Kahr. Sein Plan war es, die Verhältnisse in der „Ordnungszelle Bayern“ auf ganz Deutschland zu übertragen und den Parlamentarismus beseitigen (siehe Geschichte Bayerns). Adolf Hitler, der in diese Umsturzpläne nur am Rande eingeweiht war, beabsichtigte, die chaotische Lage während der damals herrschenden Hyperinflation seinerseits auszunutzen. Nach dem Vorbild Mussolinis sollte mit einem „Marsch nach Berlin“ die demokratische Reichsregierung gestürzt werden. Der Hitlerputsch durchkreuzte Kahrs eigene Umsturzpläne, die obsolet geworden waren, nachdem er der bayerischen Polizei befohlen hatte, die Aktion Hitlers niederzuschlagen. Im Februar 1924 trat Kahr zurück. Hitler ließ ihn 1934 im KZ Dachau ermorden. Aber auch unter den nachfolgenden BVP-Regierungen blieb Bayern ein Hort antirepublikanischer und antidemokratischer Kräfte im Reich, und München galt den Nationalsozialisten als „Hauptstadt der Bewegung“.